# Lemoncourt
Lemoncourt ist eine französische Gemeinde mit 59 Einwohnern (Stand 1. Januar 2022) im Département Moselle in der Region Grand Est (bis 2015 Lothringen). Sie gehört zum Arrondissement Sarrebourg-Château-Salins.

## Geographie
Lemoncourt liegt im Saulnois (Salzgau) südöstlich von Metz unweit des St.-Jean-Bachs und an der Straße von Pont-à-Mousson nach Château-Salins auf einer Höhe zwischen 215 und 292 m über dem Meeresspiegel. Das Gemeindegebiet umfasst 5,41 km².

## Geschichte
Das kleine Dorf gehörte früher zu Lothringen und dem Bistum Metz und wurde 1661 Frankreich einverleibt. Die Abtei St. Vinzenz in Metz besaß schon 1181 hier Güter. Überlieferte Ortsbezeichnungen sind Lymuncurt (1181), Lymucort (1192), Lymuncourt (1243), Limoncourt (1596) und Lemoncuria (1642).
Durch den Frankfurter Frieden vom 10. Mai 1871 kam die Region an Deutschland und das Dorf wurde dem Kreis Château-Salins im Bezirk Lothringen im Reichsland Elsaß-Lothringen angegliedert. Im Dorf gab es Getreide-, Gemüse- und Tabakanbau.
Nach dem Ersten Weltkrieg musste die Region aufgrund der Bestimmungen des Versailler Vertrags 1919 an Frankreich abgetreten werden. Im Zweiten Weltkrieg war die Region von der deutschen Wehrmacht besetzt.
Das Dorf trug 1915–1919 bzw. 1940–1944 den eingedeutschten Namen Lemhofen.

### Bevölkerungsentwicklung

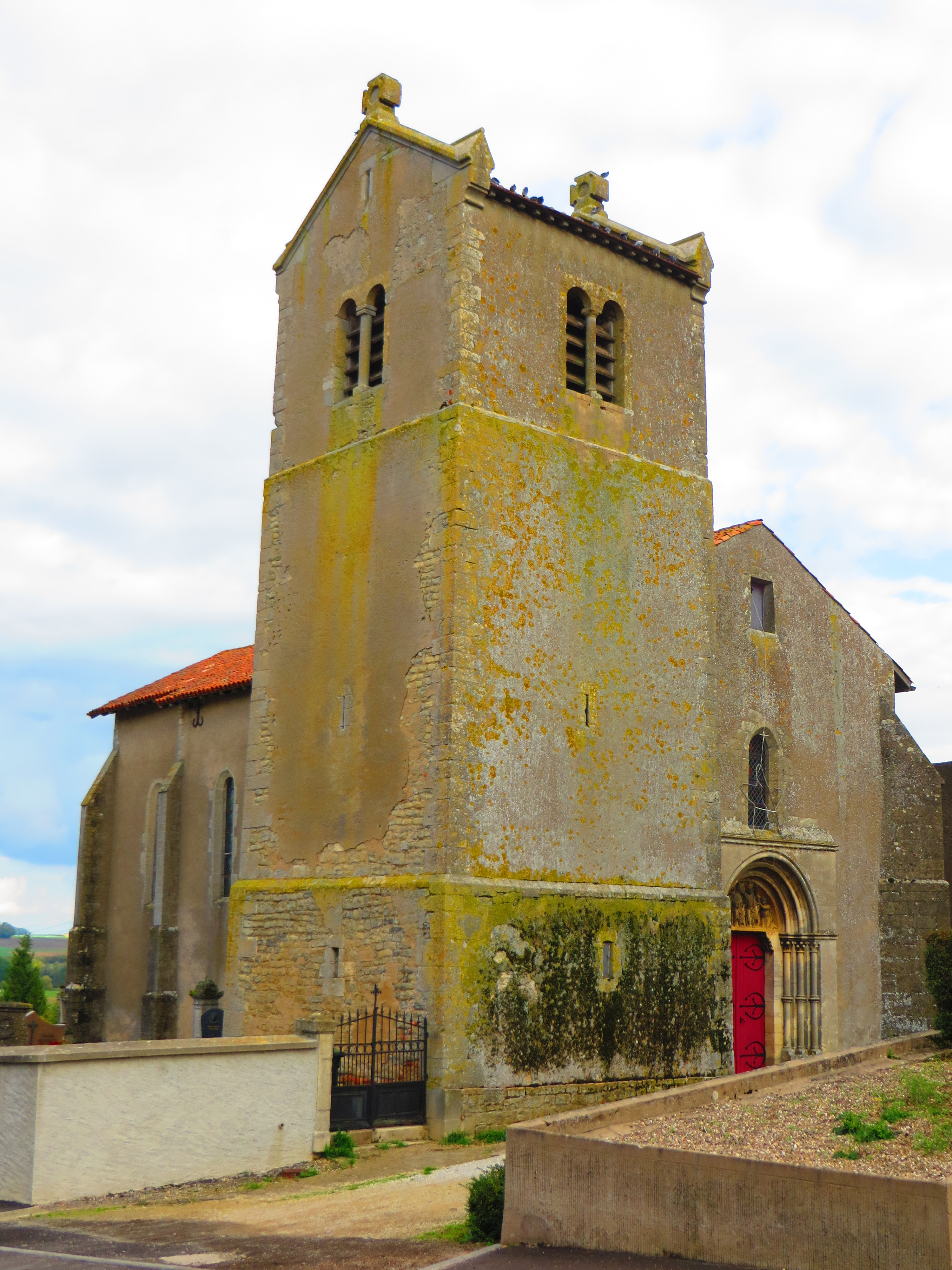
Kirche Nativité-de-la-Bienheureuse-Vierge-Marie

| Jahr      | 1962 | 1968 | 1975 | 1982 | 1990 | 1999 | 2007 | 2019 |
| Einwohner | 86   | 81   | 77   | 62   | 62   | 59   | 75   | 65   |

## Sehenswürdigkeiten
- Kirche Mariä Geburt (Nativité-de-la-Bienheureuse-Vierge-Marie), von Nordosten nach Südosten ausgerichteter kleiner, einschiffiger Bau aus der Zeit des beginnenden 13. Jahrhunderts, mit einem angebauten Turm, dessen Halle ein Kreuzgewölbe aus dem 14. Jahrhundert aufweist und der ein modernes Satteldach hat.[1]